# Parabothus chlorospilus
Parabothus chlorospilus är en fiskart som först beskrevs av Gilbert, 1905.  Parabothus chlorospilus ingår i släktet Parabothus och familjen tungevarsfiskar. Inga underarter finns listade i Catalogue of Life.